# Нови-Травник (община)
Община Нови-Травник (босн. и хорв. Opština Novi Travnik, серб. Општина Нови Травник), c 1980 по 1992 годы Община Пуцарево (босн. и хорв. Opština Pucarevo, серб. Општина Пуцарево) — боснийская община, расположенная в центральной части Федерации Боснии и Герцеговины. Административным центром является город Нови-Травник.

## География
Располагается в долине реки Грлоницы между горами Виленица, Комар, Радован и Враница. Граничит с общинами: Травник, Витез, Фойница, Горни-Вакуф-Ускопле, Бугойно.

## История
С 1980 по 1992 годы носила имя Пуцарево в честь председателя СР Боснии и Герцеговины Джуро Пуцара, участника Народно-освободительной войны Югославии и Народного героя Югославии. С 1995 года по итогам Дейтонских соглашений находится в составе Федерации Боснии и Герцеговины.

## Население
По данным переписи населения 1991 года, в общине проживали 30713 человек из 52 населённых пунктов. По оценке на 2009 год, население составляет 24859 человек.